# 忘れられた人々
『忘れられた人々』（わすれられたひとびと、スペイン語: Los olvidados）は、1950年（昭和25年）製作・公開、ルイス・ブニュエル監督によるメキシコの映画である。

## 略歴・概要
本作は、1950年の2月、メキシコの首都メキシコシティ市内でロケーション撮影、同市内のテペヤック撮影所でセット撮影を行い、製作された。メキシコ国内では同年11月9日から公開され、翌1951年（昭和26年）4月3日 - 同月20日に行われた第4回カンヌ国際映画祭に出品、ブニュエルが監督賞を勝ち取った。
日本では、パールハウス映画が輸入し、1953年（昭和28年）8月11日、松竹洋画部との共同配給により公開された。日本国内向けのビデオグラムは、1990年（平成2年）、2008年（平成20年）にそれぞれ、VHS、DVDとして発売されている。
2003年（平成15年）、ユネスコの「世界の記憶」に登録された。

## あらすじ
不良たちのリーダー格だったハイボは、自分が感化院に贈られるきっかけとなったフリアンに復讐を誓う。ハイボたちは盲目の大道芸人ドン・カルメロを襲う。
ハイボの仲間のひとりペドロは夜遅くに帰宅したところ、母親に追い出された。彼はオヒトスという少年と出会い、彼を連れて仲間のカカリソの元へ泊りに行く。翌日、ハイボはペドロに命令してフリアンを呼び出させ、フリアンを殺害し、ペドロを脅して口封じをする。
やがてペドロは罪への意識から母親への愛情を求め、鍛冶屋に弟子入りするが、ハイボが追ってきたため、逃げざるを得なかった。また、ハイボはペドロの家に行くが、本人が不在であり、その母親と関係を結んだ。
その後、感化院に入れられたペドロは、校長の計らいにより金を授かり、お使いに出される。そこへハイボが現れて金を奪ったため、ペドロはハイボのフリアン殺しを暴露する。ハイボはペドロを殺した直後、警官に射殺された。

## スタッフ・作品データ
- プロデューサー : オスカル・ダンシヘルス （Óscar Dancigers [4]）
- 監督 : ルイス・ブニュエル
- 脚本 : ルイス・アルコリサ （Luis Alcoriza）、ルイス・ブニュエル
- 台詞協力 : マクス・アウブ （Max Aub）、フアン・ラレア （Juan Larrea）、ペドロ・デ・ウルディマーラス （Pedro de Urdimalas） - いずれもノンクレジット [1]
- 撮影 : ガブリエル・フィゲロア （Gabriel Figueroa）
- 編集 : カルロス・サバヘ （Carlos Savage [5]）
- 音楽 : ロドルフォ・アルフテル、グスタボ・ピッタルーガ （Gustavo Pittaluga）
- 製作 : ウルトラマー・フィルム （Ultramar Films [6]）
- 上映時間 : 85分 [1]
- フォーマット : 白黒映画 - スタンダードサイズ（1.37:1） - モノラル録音

## キャスト
クレジット順
- ペドロの母 - エステラ・インダ（英語版）
- ドン・カルメロ（盲目の大道芸人） - ミゲル・インクラン（英語版）
- ペドロ - アルフォンソ・メヒア（英語版）
- エル・ハイボ （あだ名は”蟹”）- ロベルト・コボ（英語版）
- メーチェ - アルマ・デリア・フエンテス（英語版）
- 感化院の院長 - フランシスコ・ハンブリナ
- フリアンの父 - イエスズ・ガルシア・ナバロ （イエスズ・ナバロ）
- カカリソ(あだ名は”あばた”） - エフライン・アラウス
- ペロン(あだ名は”ハゲ”） - ホルヘ・ペレス
- フリアン - ハビエル・アメスクア
- オヒトス(あだ名は”小さな目”） - マリオ・ラミレス
- ナレーション（ノンクレジット） - エルネスト・アロンソ

## 関連事項
- 1953年の日本公開映画

## 註
1. 1 2 3 4 5  The Young and the Damned, Internet Movie Database （英語）, 2010年8月5日閲覧。
2. 1 2  忘れられた人々、キネマ旬報映画データベース、2010年8月5日閲覧。
3. ↑  忘れられた人々、allcinema ONLINE、2010年8月5日閲覧。
4. ↑  Óscar Dancigers - IMDb（英語）, 2010年8月5日閲覧。
5. ↑  Carlos Savage - IMDb（英語）, 2010年8月5日閲覧。
6. ↑  Ultramar Films - IMDb（英語）, 2010年8月5日閲覧。